# 横浜エクセルホテル東急
横浜エクセルホテル東急（よこはまエクセルホテルとうきゅう、英: Yokohama Excel Hotel Tokyu）は、かつて神奈川県横浜市西区にあったホテル。東急ホテルズの1つであった。

## 沿革
- 1962年2月28日 - 横浜駅西口に隣接する土地に「横浜東急ホテル」として開業。
- 2002年4月1日 - 東急ホテルズのブランド再編により「横浜エクセルホテル東急」に名称変更。
- 2011年3月31日 - 閉館[1]。

## 当時の設備
ホテルの客室は5階 - 9階に全212室あり、飲食設備として6つのレストラン&バー、大小宴会場などがあった。
- re（ワイン・レストラン）
- 孔雀行（中国料理）
- 天松（天ぷら）
- ウェストエンド（バー）
- 加登寿司（寿司）
- カクテルラウンジ

ほか

## 閉館後の跡地利用
閉館後は2012年に解体された。隣接する横浜駅の駅ビル「横浜CIAL」も翌2013年に解体され、跡地には26階建ての高層駅ビル「JR横浜タワー」が建設され、2020年に完成し開業した。